# Météorite Adelie Land
Adelie Land (« Terre Adélie ») est une météorite découverte le 5 décembre 1912 en Antarctique par Frank Bickerton, membre de l'expédition antarctique australasienne (1911-1914) de Douglas Mawson. Les coordonnées de récupération sont 67° 11′ S, 142° 23′ E.
Son nom est celui de la région où elle a été trouvée, Mawson considérant à l’époque que la « terre Adélie » découverte par Jules Dumont d'Urville en 1840 s’étendait vers l'est au delà du 142e méridien. La limite orientale de la revendication française ayant été fixée ultérieurement le long de ce même méridien, la longitude du lieu de découverte (142°23') le situe dans le secteur antarctique australien de la terre de George V, et non dans le secteur français.
C'est la première météorite trouvée en Antarctique. Ce fragment d'environ 1 kg est classé comme de la chondrite ordinaire « L5 ».